# Mumbai Calling
Mumbai Calling est une série télévisée indo-britannique créée par Allan McKeown et diffusée au Royaume-Uni entre le 30 mai 2009 et le 11 juillet 2009 sur ITV1.
Cette série a été tournée en Inde. Elle n'a connu qu'une seule saison et est inédite dans les pays francophones.

## Synopsis
Kenny Gupta, un Britannique d'origine indienne, est envoyé en Inde par son patron, Phillip Glass, pour redresser la situation du centre d'appel Technobable.
Dès son arrivée à Mumbai (Bombay), Kenny découvre que le manager de Technobable, Dev Raja, utilise son lieu de travail pour gérer ses propres affaires. Très vite, sa tâche est compliquée par l'arrivée de Teri Johnson qui prend la direction de l'entreprise...

## Distribution
- Sanjeev Bhaskar : Kenny Gupta
- Nitin Ganatra : Dev
- Daisy Beaumont : Terri Johnson
- Ratnabali Bhattacharjee : Sarika
- Naren Chandavarkar : Amit
- Preetika Chawla : Nayna
- Siddarth Kumar : Prem
- Samar Sarila : Nikhil
- Namit Das : Amar

## Épisodes

### Hors saison (2007)
1. épisode pilote

### Première saison (2009)
1. Teknobable
2. Home Comforts
3. Good Sellers
4. Boy To Man
5. Dating Season
6. My Mate Mumbai
7. All That Glitters Is Not Glass